# Choreospora tibellii
Choreospora tibellii är en svampart som beskrevs av Constant. & R. Sant. 1987. Choreospora tibellii ingår i släktet Choreospora, divisionen sporsäcksvampar och riket svampar.   Inga underarter finns listade i Catalogue of Life.